# NGC 5767
NGC 5767 é uma galáxia espiral barrada (SBab) localizada na direcção da constelação de Boötes. Possui uma declinação de +47° 22' 34" e uma ascensão recta de 14 horas, 49 minutos e 34,3 segundos.
A galáxia NGC 5767 foi descoberta em 14 de Maio de 1885 por Lewis A. Swift.